# 鄉村流行樂
鄉村流行樂（英語：Country pop）源自鄉村音樂和流行樂的一個子類別，雖然起初被歸類在鄉村音樂裡，但因為在1950年代後期開始類似鄉村音樂努力的延續，最初稱為納什維爾之聲。到了1970年代中期，許多鄉村音樂歌手正從鄉村流行的聲音過渡，努力導向一些唱片進入《告示牌雜誌》主流排行的前40名，以及在鄉村音樂排行榜高居榜首的成功後，現在的鄉村流行樂比較像是成人抒情音樂。

## 歷史

### 早期：納什維爾之聲
鄉村音樂第一次融合流行榜可能性是在1960年代，由歐文·布拉德利和切特·阿特金斯創立，並稱自己為納什維爾的聲音。
這是故意讓鄉村音樂的歌手在流行音樂裡能夠取得更大的成功，以便銷售他們的專輯。第一位成為這個新起的音樂類型男歌手是吉姆·里夫斯和艾迪·阿諾德，兩位均被廣泛承認在鄉村音樂和流行音樂。第一位成為這個新起的音樂類型女歌手是1960年代早期的Patsy Cline。她培育很多例如克麗斯朱·蓋兒和仙妮亞·唐恩等在後期成為傑出的歌手。即使珮西·克萊恩被普遍承認在鄉村音樂和流行樂裡，納什維爾之音走紅的時間不是很長，隨後沒多久貝克斯菲爾德的聲音開始競逐，之後引起非法鄉村廣泛流行。

### 1970年代晚期和1980年代
鄉村流行音樂在1970年代因為多位流行歌手如葛倫·坎伯、約翰·丹佛、奧莉薇亞·紐頓-強和安·瑪莉，都有熱門歌曲在鄉村音樂榜，因而開始被廣泛接受。像葛倫·坎伯的歌曲萊茵石牛仔，曾是在鄉村音樂史上，在流行音樂界和鄉村音樂界均極受歡迎的歌曲之一。這些以流行音樂為主的歌手為了增加銷售量和贏取更多歌迷源，而紛紛跨足至鄉村音樂界。
在眾多未被欣賞的鄉村流行樂歌手當中，奧莉薇亞·紐頓-強就是其中一位，她在1970年中期在澳洲顯露出來。當她的作品《Let Me Be There》成為1974年橫跨流行音樂和鄉村音樂兩邊的名曲時，尤其在奧莉薇亞·紐頓-強憑此曲贏得格萊美獎「最佳鄉村女歌手」和鄉村女歌手最夢寐以求的獎項──鄉村音樂協會獎(CMA)「年度最佳鄉村女歌手」後，事情變得更具爭議性。
一群因當時的趨勢而感到不安的歌手們，在1974年成立組成了一個名為「Association of Country Entertainers」的組織。事情在1975年開始白熱化，延伸至該年的美國年度鄉村音樂協會獎(CMA)，而當前任「最佳藝人」查理·里奇負責把獎項頒發給得獎者─約翰·丹佛時把事件推至頂峰。當查理·里奇正讀出約翰·丹佛的名字之前，用打火機把信封燒著。查理·里奇的這個行為被視為對於鄉村音樂加入更多流行元素提出抗議。
在1977年，肯尼·羅傑斯推出了單曲《Lucille》令他成為鄉村流行樂最成功的人士，《Lucille》幾乎在國際間各大大小小的排行榜都名列前矛，把鄉村流行樂推至極盛時期。期後，肯尼·羅傑斯推出了一系列，包括全由拉里·巴特勒製作的《Daytime Friends》、《The Gambler》和《Coward of the County》，均在全球的流行榜和鄉村榜榜上有名。肯尼·羅傑斯把他在鄉村音樂的影響力擴大至流行音樂裡，演唱由比吉斯合唱團、萊諾·李奇、大衛·佛斯特和喬治·馬丁製作的歌曲，全部都在鄉村音樂和流行音樂的市場裡取得成功。 
但是在1980年代中期，更多傳統鄉村音樂的歌迷得不到慰藉，持續地焦躁不安。接下來的幾年，即使很多鄉村流行歌手繼續製作很多熱門歌曲，鄉村電台仍被新傳統鄉村的歌手控制。

### 1990年代重新興起
鄉村流行音樂在1990年代復甦，最初是因為加斯·布鲁克斯。仙妮亞·唐恩（Shania Twain）期後取得成功。近代的鄉村音樂歌手黎安·萊姆絲（LeAnn Rimes）證明她有能力唱鄉村流行音樂歌曲，例如《How Do I Live》（在告示牌熱門100榜連續69週，比在歷史上任何歌留停得更久，包括她的熱門歌曲《Can't Fight the Moonlight》）。
在鄉村流行音樂裡受歡迎的歌手包括Alabama, Martina McBride, Reba McEntire,加斯·布鲁克斯，黎安·萊姆絲，約翰·丹佛, Lila McCann, 菲絲·希爾，提姆·麥克羅, Kenny Chesney, Alan Jackson, 卡麗·安德伍, Big and Rich, Trace Adkins, Ronnie Milsap, Rascal Flatts, Eddie Rabbitt, 肯尼·羅傑斯（Kenny Rogers），仙妮亞·唐恩, Glen Campbell，和泰勒·斯威夫特。
近年來，有很多流行音樂歌手把事業跨至鄉村音樂。至2003年，Sheryl Crow, Michelle Branch（The Wreckers）, Los Lonely Boys, MercyMe和Kid Rock都有歌曲在熱門鄉村單曲及歌曲榜上。Jimmy Buffett, 艾爾頓·約翰, Uncle Kracker, John Mellencamp，和Bret Michaels各自都有與鄉村音樂歌手合唱，那些歌手也被列入為鄉村流行樂。
當鄉村流行樂的支持者聲稱已經有很多新的歌迷喜愛這種音樂類型，其他人（特別是舊式鄉村音樂歌手和歌迷）比較接受傳統模式，批評鄉村流行樂。他們主要批評鄉村流行樂太過商業化，特別是那些自1990年代製作的歌曲太過主流流行音樂──即使缺少了像pop-sounding的下屬類型。肯尼·羅傑斯回應雙方爭論時說：「For Country music, I'm not Country enough. Everywhere else I'm too Country」。

## 鄉村流行樂歌手/組合
- Alabama
- Lynn Anderson（英语：Lynn Anderson）
- Bellamy Brothers
- Bermuda Triangle Band（英语：Bermuda Triangle Band）
- Brooks and Dunn（英语：Brooks and Dunn）
- Kasey Chambers（英语：Kasey Chambers）
- Chips（英语：Chips (band)）
- John Conlee（英语：John Conlee）
- Billy Ray Cyrus
- Kikki Danielsson
- Dave & Sugar（英语：Dave & Sugar）
- Mac Davis（英语：Mac Davis）
- 約翰·丹佛
- Sara Evans
- Exile（英语：Exile (American band)）
- Donna Fargo（英语：Donna Fargo）
- Janie Fricke（英语：Janie Fricke）
- Larry Gatlin（英语：Larry Gatlin）
- Crystal Gayle（英语：Crystal Gayle）
- Mickey Gilley（英语：Mickey Gilley）
- 李·格林伍德
- Alan Jackson（英语：Alan Jackson）
- Johnny Lee（英语：Johnny Lee）
- 克斯蒂·李·庫克
- Barbara Mandrell（英语：Barbara Mandrell）
- Louise Mandrell（英语：Louise Mandrell）
- Lila McCann（英语：Lila McCann）
- Ronnie Milsap（英语：Ronnie Milsap）
- Anne Murray
- Juice Newton（英语：Juice Newton）
- Olivia Newton-John
- Rissi Palmer（英语：Rissi Palmer）
- 桃麗·芭頓（Dolly Parton）
- 潔西卡·辛普森
- Kellie Pickler（英语：Kellie Pickler）
- Jeanne Pruett（英语：Jeanne Pruett）
- Eddie Rabbitt（英语：Eddie Rabbitt）
- 雷可福磊斯
- Carmen Rasmusen（英语：Carmen Rasmusen）
- 黎安·萊姆絲
- 肯尼·羅傑斯
- T.G. Sheppard（英语：T.G. Sheppard）
- Margo Smith（英语：Margo Smith）
- Billie Jo Spears（英语：Billie Jo Spears）
- 喬治·斯特雷特
- 泰勒絲
- Sylvia
- 仙妮亞·唐恩
- Sugarland（英语：Sugarland）
- Tanya Tucker（英语：Tanya Tucker）
- 卡麗·安德伍
- Keith Urban
- Dottie West（英语：Dottie West）
- 麥莉·希拉
- Julianne Hough
- Oak Ridge Boys（英语：Oak Ridge Boys）
- Neal McCoy（英语：Neal McCoy）
- Glen Campbell
- Restless Heart（英语：Restless Heart）
- Marie Osmond（英语：Marie Osmond）
- Dan Seals
- 布萊德·派斯里Brad Paisley